# Özlem Çarıkçıoğlu
Özlem Çarıkçıoğlu (* 11. Januar 1994 in Sakarya) ist eine türkische Skirennläuferin.

## Karriere
Çarıkçıoğlu erlernte das Skifahren im Alter von 8 Jahren am Uludağ im Rahmen eines Schulskikurses. Ihr internationales Renndebüt gab sie am 12. März 2010 bei einem FIS-Slalom in Erzurum. Ihr erstes internationales Großereignis bestritt sie ein knappes Jahr später beim Europäischen Olympischen Winter-Jugendfestival in Liberec, wobei sie im Riesenslalom den 70. Platz belegte.
In den darauffolgenden Jahren startete Çarıkçıoğlu hauptsächlich bei FIS-Rennen in der Türkei und Europa. Ausnahmen hierbei bildeten die Winter-Universiaden 2015 in der Sierra Nevada bzw. 2017 in Almaty. Ihr bestes Ergebnis erreichte sie hierbei 2015 mit Rang 28 im Slalom.
Bei den Olympischen Winterspielen 2018 in Pyeongchang belegte Çarıkçıoğlu Rang 57 im Riesenslalom, im Slalom schied sie aus.
Bei der Winter-Universiade 2019 in Krasnojarsk belegte sie mit der türkischen Mannschaft den 9. Rang im Parallelbewerb.
Bei ihrer zweiten Olympiateilnahme in Peking 2022 erreichte sie mit dem 48. Rang im Riesenslalom ihr bestes Ergebnis bei einem internationalen Großereignis.
Seitdem ist Çarıkçıoğlu jedoch nicht mehr als Rennläuferin in Erscheinung getreten.

## Privates
Çarıkçıoğlu besuchte das Robert College in Istanbul, anschließend studierte sie Maschinenbau an der Koç Üniversitesi.

## Erfolge

### Olympische Winterspiele
- Pyeongchang 2018: 57. Riesenslalom, DNF Slalom
- Peking 2022: 48. Riesenslalom, 49. Riesenslalom

### Universiaden
- Sierra Nevada 2015: 28. Riesenslalom, 39. Slalom
- Almaty 2017: 37. Riesenslalom, DNF Slalom
- Krasnojarsk 2019: 9. Mannschaft, 56. Riesenslalom, DNF Slalom

### Europäisches Olympisches Winter-Jugendfestival
- Liberec 2011: 70. Riesenslalom, DNF Slalom

### Weiter Erfolge
- Türkische Meisterin im Riesenslalom (2016, 2017)
- Türkische Meisterin im Slalom (2016, 2017)
- 13 Siege bei FIS-Rennen